# Mount Ermatinger
Mount Ermatinger är ett berg i Kanada.   Det ligger på gränsen mellan Alberta och British Columbia, i den västra delen av landet, 3 100 km väster om huvudstaden Ottawa. Toppen på Mount Ermatinger är 3 073 meter över havet, eller 385 meter över den omgivande terrängen. Bredden vid basen är 3,0 km.
Terrängen runt Mount Ermatinger är bergig åt sydväst, men åt nordost är den kuperad.Trakten runt Mount Ermatinger är nära nog obefolkad, med mindre än två invånare per kvadratkilometer.. Det finns inga samhällen i närheten. 
Trakten runt Mount Ermatinger är permanent täckt av is och snö.